# Škrjanče (gmina Mirna)
Škrjanče – wieś w Słowenii, w gminie Mirna. W 2018 roku liczyła 22 mieszkańców.